# Bertone Birusa
El Bertone Birusa es un prototipo de automóvil construido por Bertone y BMW en 2003. Está basado en el diseño del BMW Z8, y fue presentado en el Salón del Automóvil de Ginebra de 2003. El Birusa tiene un motor V8 de 4,9 litros (4.941 cc) con una potencia de 400 CV, transmisión manual de 6 velocidades y también cuenta con 11 altavoces Bose.